# Matías de Gálvez y Gallardo

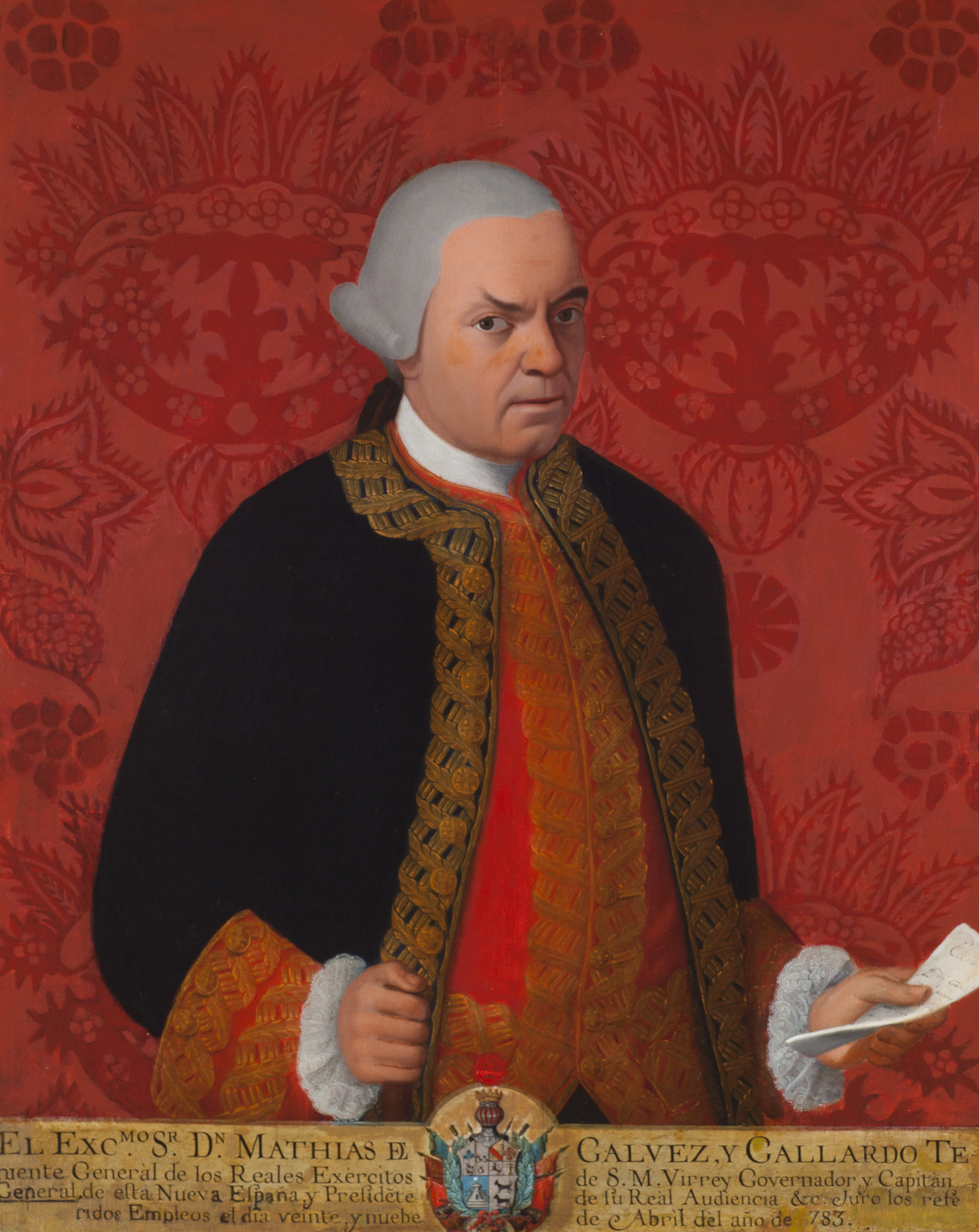
Matías de Gálvez

Matías de Gálvez y Gallardo (* 24. Juli 1717 in Macharaviaya, Provinz Málaga, Spanien; † 3. November 1784 in Mexiko-Stadt, Mexiko) war ein spanischer Kolonialverwalter, der als Gouverneur von Guatemala und Vizekönig von Neuspanien amtierte.

## Leben

### Herkunft und Familie
Matías Gálvez war der älteste Sohn von Antonio Gálvez y Carbajal und Antonia Gallardo Jurado. Die Familie zählte zum Landadel, war aber verarmt. Mit dem Tode des Vaters verschlechterte sich die wirtschaftliche Lage der Familie, und die Kinder mussten Ziegen und Schafe hüten, um Geld zu verdienen. Trotz der schwierigen Bedingungen machten mehrere Mitglieder der Familie große Karrieren. Sein Bruder José de Gálvez y Gallardo war in den Jahren vor Matías’ Amtszeit als Visitador in Neuspanien und setzte später als Kolonialminister die bourbonischen Verwaltungsreformen Karls III. in den spanischen Kolonien durch. Ein weiterer Bruder, Antonio, schlug eine Militärkarriere ein und brachte es zum Kommandanten der Bucht von Cádiz. Miguel de Gálvez y Gallardo amtierte als Botschafter Spaniens in Russland und Preußen.
Matías Gálvez heiratete 1745 María Josefa de Madrid, mit der er zwei Söhne hatte: Bernardo de Gálvez y Madrid, der seinem Vater ins Amt des neuspanischen Vizekönigs folgen sollte, und José, der im Alter von acht Jahren starb. Bei der Geburt des zweiten Sohnes starb seine Ehefrau. Er heiratete im August 1750 erneut. Mit seiner zweiten Ehefrau, Ana de Zayas y Ramos hatte er einen weiteren Sohn, der allerdings auch bereits im Kindesalter starb.

### Militärkarriere
Über seine Kindheit und Ausbildung ist wenig bekannt. Er trat in den Militärdienst ein, wurde auf den Kanarischen Inseln eingesetzt und stieg bis zum Hauptmann der Artillerie auf. Als Befehlshaber der Festung Paso Alto auf Teneriffa war er ab 1775 Statthalter des Königs und zweiter Militärbefehlshaber. 1778 wechselte er durch Empfehlung seines Bruders José nach Guatemala.

### Amtszeit in Guatemala
Zunächst fungierte er als Generalinspekteur der spanischen Armee und der einheimischen Milizen in Guatemala. 1779 übernahm er von Martín de Mayorga das Amt des Gouverneurs und Generalkapitäns der Provinz Guatemala.
Sein Amtsantritt überschnitt sich mit dem Tod des mexikanischen Vizekönigs Antonio María de Bucareli y Ursúa im April 1779. Der Real Audiencia von Mexico lag ein versiegelter Umschlag des Indienrates vor, wer im Falle des Todes als Nachfolger einzusetzen war. Benannt war der Gouverneur von Guatemala, und es ist davon auszugehen, dass José de Gálvez seinen Bruder in das einflussreiche Amt bringen wollte. Doch da Matías de Gálvez das Amt noch nicht übernommen hatte, als in Guatemala die Nachricht aus Mexiko eintraf, wurde Martín de Mayorga zum Vizekönig.
Die Amtszeit von Gálvez in Guatemala ist geprägt von den Auswirkungen des Amerikanischen Unabhängigkeitskrieges, in dem Spanien (wie Frankreich) gegen Großbritannien stand. Matías de Gálvez fürchtete ein Überschwappen des Kriegsgeschehens vom britischen Belize auf Guatemala; er hielt ein Heer von 14.000 Mann bereit und verstärkte die Forts und Städte in seinem Amtsbereich.
Tatsächlich griffen die Briten die Fortaleza de San Fernando Omoa an, konnten aber Ende November 1779 zurückgeschlagen werden, und es gelang Gálvez, die honduranische Küste komplett zu erobern. Der Krieg mit England endete mit dem Frieden von Paris (1783). Als Anerkennung wurde Gálvez in den Orden Karls III. und den Orden von Calatrava aufgenommen.
Während seiner Amtszeit schritt der Aufbau von Nueva Guatemala voran, nachdem die alte Hauptstadt in einem Erdbeben 1773 vollständig zerstört worden war. Zu den bedeutenderen Bauwerken sollte die Kathedrale und der Bischofspalast zählen sowie mehrere Ordensgebäude und -spitäler. Von dem Vorhaben, den Nicaraguasee mit dem Pazifik zu verbinden, nahm man wieder Abstand, da der See 31 Meter über dem Meeresspiegel liegt.
Die umfassenden Arbeiten sowie die militärischen Aktionen waren möglich, da Vizekönig Mayorga von Mexiko aus die Provinz großzügig mit Finanzmitteln versorgte.

### Amtszeit als Vizekönig von Neuspanien
Im April 1783 erhielt Gálvez den Befehl, Mayorga als neuspanischer Vizekönig abzulösen. Er begab sich auf dem Landweg nach Mexiko-Stadt, wo er im August die Ernennungsurkunde des Königs empfing.
Nachdem Martín de Mayorga überraschend noch auf der Überfahrt nach Spanien verstorben war, machten Gerüchte die Runde, er sei von seinen politischen Gegnern (zu denen man José und Matías de Gálvez zählte) vergiftet worden.
Seinen feierlichen Einzug hielt Matías de Gálvez im Februar 1784 in Mexiko-Stadt. Während seiner kurzen Amtszeit ließ er die Gazeta de México wieder erscheinen, die unter dem Vizekönig Carlos Francisco de Croix verboten worden war. Im Juni 1784 verbot er das Kartenspielen im Vizekönigreich.
Am 13. November 1784 starb Matías de Gálvez nach längerer Krankheit, die ihn bereits Wochen vor seinem Tod gehindert hatte, Dokumente zu unterzeichnen. Der Vorsitzende der Real Audiencia von Mexico, Vicente de Herrera y Rivero, übernahm interimistisch das Amt des Vizekönigs, bis 1785 Bernardo de Gálvez y Madrid, der Sohn des Verstorbenen, neuer Vizekönig wurde.